# 53-я гвардейская танковая бригада
53-я гвардейская танковая Фастовская ордена Ленина, Краснознамённая, орденов Суворова и Богдана Хмельницкого бригада — гвардейская танковая бригада Красной армии ВС СССР, в годы Великой Отечественной войны.
Условное наименование — войсковая часть полевая почта (в/ч пп) № 22387.
Сокращённое наименование — 53 гв. тбр.

## История формирования
Бригада была сформирована на основании приказа НКО № 0510 от 23 июня 1942 года, как 106-я танковая бригада. Формирование бригады проходило в период с 15 марта по 18 июля 1942 года в городе Северодвинске Челябинским УАБТЦ Уральского военного округа.
Приказом НКО СССР № 0404 от 26 июля 1943 года 12-й танковый корпус был преобразован в 6-й гвардейский танковый корпус, входившей в него 106-й танковой бригаде также было присвоено почётное звание «Гвардейская». Новый войсковой номер 53-я гвардейская танковая бригада был присвоен директивой ГШ КА № орг/3/138087 от 15 августа 1943 года.

## Участие в боевых действиях
Период вхождения в действующую армию: 26 июля 1943 года — 14 августа 1943 года, 10 сентября 1943 года — 6 сентября 1944 года, 28 октября 1944 года — 11 мая 1945 года.

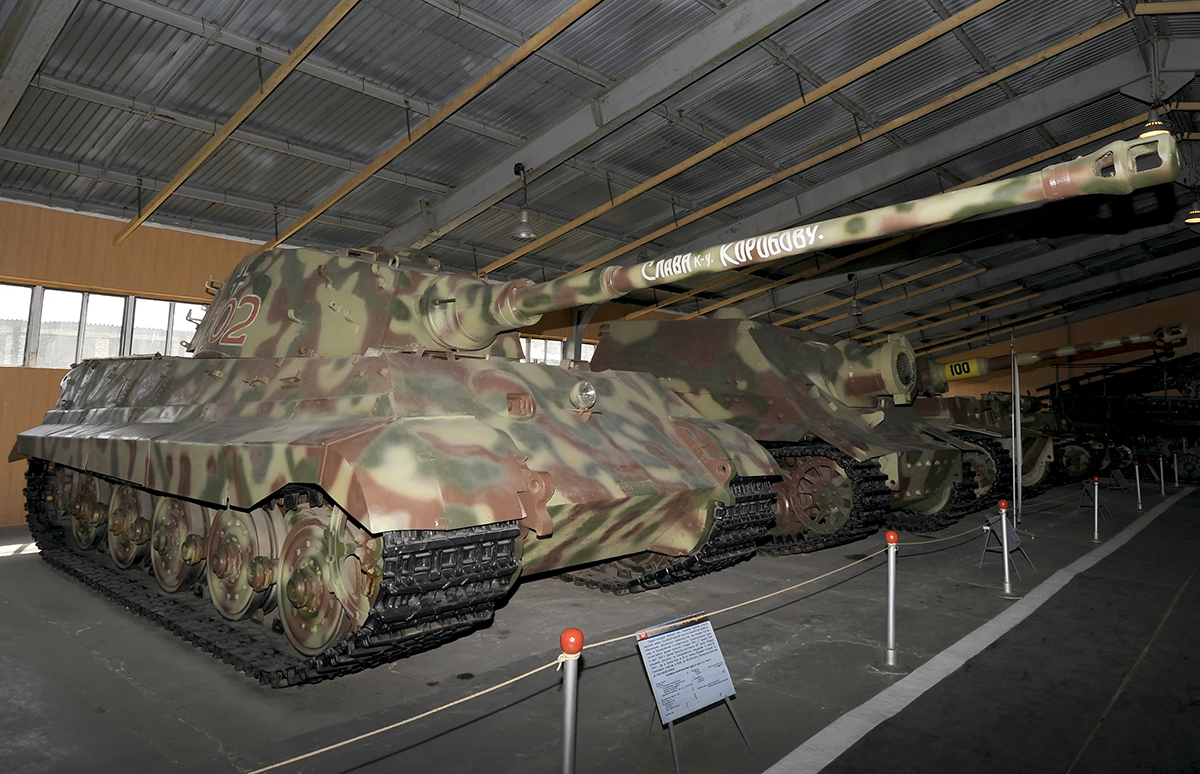
Танк «Тигр II» № 502 в бронетанковом музее в Кубинке, апрель 2010

## Состав
- Управление бригады (штат № 010/270)
- 305-й отдельный танковый батальон (штат № 010/271)[6]
- 306-й отдельный танковый батальон (штат № 010/272)[7]
- Мотострелково-пулемётный батальон (штат № 010/273)
- Истребительно-противотанковая батарея (штат № 010/274)
- Рота управления (штат № 010/275)
- Рота технического обеспечения (штат № 010/276)
- Медико-санитарный взвод (штат № 010/277)
- Рота ПТР (штат № 010/375)
- Зенитно-пулемётная рота (штат № 010/451)

- Управление бригады (штат № 010/500)
- 1-й отдельный танковый батальон (штат № 010/501) (до 16.05.1944 305-й отб)
- 2-й отдельный танковый батальон (штат № 010/501) (до 16.05.1944 306-й отб)
- 3-й отдельный танковый батальон (штат № 010/501)
- Моторизованный батальон автоматчиков (штат № 010/502)
- Зенитно-пулемётная рота (штат № 010/503)
- Рота управления (штат № 010/504)
- Рота технического обеспечения (штат № 010/505)
- Медсанвзвод (штат № 010/506)

## В составе
| Вышестоящие воинские части 53-й гвардейской танковой бригады | Вышестоящие воинские части 53-й гвардейской танковой бригады | Вышестоящие воинские части 53-й гвардейской танковой бригады | Вышестоящие воинские части 53-й гвардейской танковой бригады | Вышестоящие воинские части 53-й гвардейской танковой бригады |
| Дата                                                         | Фронт (военный округ)                                        | Армия                                                        | Корпус                                                       | Примечания                                                   |
| ------------------------------------------------------------ | ------------------------------------------------------------ | ------------------------------------------------------------ | ------------------------------------------------------------ | ------------------------------------------------------------ |
| 01.08.1943 года                                              | Центральный фронт                                            | 3-я гвардейская танковая армия                               | 6-й гвардейский танковый корпус                              |                                                              |
| 01.09.1943 года                                              | Резерв ВГК                                                   | 3-я гвардейская танковая армия                               | 6-й гвардейский танковый корпус                              |                                                              |
| 01.10.1943 года                                              | Воронежский фронт                                            | 3-я гвардейская танковая армия                               | 6-й гвардейский танковый корпус                              |                                                              |
| 01.11.1943 года                                              | 1-й Украинский фронт                                         | 3-я гвардейская танковая армия                               | 6-й гвардейский танковый корпус                              |                                                              |
| 01.10.1944 года                                              | Резерв ВГК                                                   | 3-я гвардейская танковая армия                               | 6-й гвардейский танковый корпус                              |                                                              |
| 01.11.1944 года                                              | 1-й Украинский фронт                                         | 3-я гвардейская танковая армия                               | 6-й гвардейский танковый корпус                              |                                                              |

## Командование бригады

### Командиры бригады
- Ташкин, Сергей Васильевич (26.07.1943 — 29.07.1943), майор (ВРИД, погиб 29.07.1943)[10];
- Шахметов, Семён Кондратьевич (29.07.1943 — 14.09.1943), гвардии подполковник[10];
- Архипов Василий Сергеевич (14.09.1943 — 20.06.1945), гвардии полковник[11], гвардии генерал-майор танковых войск[12][13]

### Заместители командира бригады по строевой части
- Колесников, Семён Гаврилович (14.09.1943 — 08.01.1944), гвардии подполковник (откомандирован на АКТУС)[14];
- Лабудзин Михаил Андреевич (27.02.1944 — 05.03.1944), гвардии подполковник (убит 5.03.1944);
- Татур Адам Петрович (1944), гвардии майор;
- Алексеев Дмитрий Григорьевич (02.1945 — 20.06.1945), гвардии подполковник

### Начальники штаба бригады
- Кирилкин Семён Исаевич (26.07.1943 — 20.06.1945), гвардии полковник[15]

### Начальники политотдела, заместители командира по политической части
- Варлаков Иван Алексеевич (26.07.1943 — 22.01.1944), гвардии подполковник;
- Зарапин Александр Яковлевич (22.01.1944 — 20.06.1945), гвардии подполковник, гвардии полковник[16]

## Отличившиеся воины
30 воинов бригады были удостоены звания Героя Советского Союза, а 4 стали полными кавалерами ордена Славы:
|  | Архипов Василий Сергеевич      | командир бригады                                                              | гвардии | 23.09.1944                       | |
|  | Бабаев Николай Архипович       | командир бронетранспортёра взвода разведки роты управления бригады            | гвардии | 27.06.1945                       | |
|  | Васильев, Василий Иванович     | командир взвода разведки роты управления бригады                              | гвардии | 10.04.1945                       | |
|  | Волков Николай Николаевич      | механик-водитель танка Т-34 1-го танкового батальона                          | гвардии | 10.04.1945                       | |
|  | Гаврилов Николай Никитович     | механик-водитель танка Т-34 3-го танкового батальона                          | гвардии | 10.04.1945                       | |
|  | Данелия Амиран Иосифович       | стрелок-пулемётчик танка Т-34 2-го танкового батальона                        | гвардии | 20.01.1945                       | |
|  | Денисов Михаил Игнатьевич      | механик-водитель танка Т-34 305-го танкового батальона                        | гвардии | 03.06.1944                       | |
|  | Долидович Фрол Савельевич      | автоматчик взвода разведки роты управления бригады                            | гвардии | 10.04.1945                       | |
|  | Егоров Пётр Васильевич         | механик-водитель танка Т-34 1-го танкового батальона                          | гвардии | 10.04.1945                       | |
|  | Заборьев Степан Михайлович     | командир взвода танков Т-34 2-го танкового батальона                          | гвардии | 27.06.1945                       | погиб в бою 5 марта 1945 года, похоронен в селе Томислав Нижнесилезского воеводства Польской Республики                                                                                                  |
|  | Ивушкин Пётр Терентьевич       | командир 1-го танкового батальона                                             | гвардии | 27.06.1945                       | |
|  | Кармановский Иван Прокопьевич  | автоматчик взвода разведки роты управления бригады                            | гвардии | 10.04.1945                       | |
|  | Карпенко Николай Григорьевич   | командир танка Т-34 3-го танкового батальона                                  | гвардии | 24.05.1944                       | 14 июля 1944 года погиб в бою в районе села Великий Ходачков Козовского района Тернопольской области, похоронен в Тернополе                                                                              |
|  | Коняхин Александр Романович    | командир взвода танков Т-34 306-го танкового батальона                        | гвардии | 03.06.1944                       | |
|  | Ляденко Анатолий Никитович     | командир отделения танкодесантной роты моторизованного батальона автоматчиков | гвардии | 10.04.1945                       | |
|  | Мариков Иван Ефимович          | командир танка Т-34 305-го танкового батальона                                | гвардии | 03.06.1944                       | погиб в бою 13.10.1943, похоронен в Григоровке |
|  | Милюков Александр Иванович     | командир танковой роты 1-го танкового батальона                               | гвардии | 27.06.1945                       | |
|  | Морозов Пётр Иванович          | командир танковой роты 1-го танкового батальона                               | гвардии | 27.06.1945                       | |
|  | Новиков Василий Иванович       | командир танкового взвода разведки 3-го танкового батальона                   | гвардии | 10.04.1945                       | скончался от полученных ранений 21 февраля 1945 года, похоронен в городе Ченстохова |
|  | Оськин Александр Петрович      | командир танка Т-34 3-го танкового батальона                                  | гвардии | 23.09.1944                       | |
|  | Пеньков Иван Михайлович        | командир танкового взвода 2-го танкового батальона                            | гвардии | 10.04.1945                       | |
|  | Потехин Иван Павлович          | разведчик взвода разведки роты управления бригады                             | гвардии | 10.04.1945                       | |
|  | Пузыркин Яков Афанасьевич      | командир танкового взвода 2-го танкового батальона                            | гвардии | 10.04.1945                       | |
|  | Сажинов Виктор Александрович   | разведчик взвода разведки роты управления бригады                             | гвардии | 10.04.1945                       | 23 апреля 1945 года погиб в бою под Берлином, первоначально был похоронен в населённом пункте Генсхаген, в 1949 году перезахоронен в Трептов-парке в Берлине                                             |
|  | Фалин Алексей Иванович         | командир взвода танков Т-34 306-го танкового батальона                        | гвардии | 03.06.1944                       | погиб в бою 5 ноября 1943 года, похоронен в городе Киеве на Святошинском кладбище |
|  | Чалдаев Виктор Алексеевич      | командир танкового взвода Т-34 1-й танковой роты 3-го танкового батальона     | гвардии | 24.05.1944                       | 15 апреля 1944 года сгорел в танке, похоронен в братской могиле в селе Почапинцы Тернопольской области                                                                                                   |
|  | Шарипов Нурмы Халяфович        | командир отделения взвода разведки роты управления бригады                    | гвардии | 23.09.1944                       | 27 июля 1944 года в бою у села Банюнин прикрывал отход товарищей, из захваченного пулемёта вёл огонь до последнего патрона, затем подорвал гранатой себя и окруживших его врагов, похоронен на месте боя |
|  | Шелест Василий Галактионович   | командир пулемётного взвода мотострелкового батальона                         | гвардии | 03.06.1944                       | погиб в бою 3 октября 1943 года, похоронен в братской могиле села Григоровка |
|  | Шендриков Николай Степанович   | командир танкового взвода 1-го танкового батальона                            | гвардии | 27.06.1945                       | 29 апреля 1945 года погиб в бою на Кайзер-аллее, похоронен в городе Тельтов |
|  | Щеников Михаил Васильевич      | командир моторизованного батальона автоматчиков                               | гвардии | 27.06.1945                       | |
|  | Громов Сергей Александрович    | автоматчик взвода разведки роты управления бригады                            | гвардии | 17.08.1944 10.03.1945 27.06.1945 | |
|  | Каримов Мумин                  | автоматчик взвода разведки роты управления бригады                            | гвардии | 29.08.1944 10.03.1945 27.06.1945 | |
|  | Малочуев Николай Александрович | автоматчик взвода разведки роты управления бригады                            | гвардии | 17.08.1944 07.03.1945 27.06.1945 | |
|  | Холкин, Василий Васильевич     | командир орудия танка Т-34 роты управления бригады                            | гвардии | 21.08.1944 01.02.1945 27.06.1945 | был представлен командованием части к званию Герой Советского Союза, но военный совет 3-й гвардейской танковой армии переменил награду на — Орден Славы I степени                                        |

## Танкисты-асы
| Ф. И.О                       | Должность                                            | Звание                    | Победы  | Типы танков          | Обстоятельства подвигов                                                                                 |
| ---------------------------- | ---------------------------------------------------- | ------------------------- | ------- | -------------------- | --- |
| Заборьев Степан Михайлович   | командир взвода танков Т-34 2-го танкового батальона | гвардии младший лейтенант | 17      | Т-34-76 Т-34-85      | из них 4 штурмовые орудия                                                                               |
| Шендриков Николай Степанович | командир танкового взвода 1-го танкового батальона   | гвардии младший лейтенант | 14      | Т-34                 | с августа 1941 по 29 апреля 1945                                                                        |
| Махонин Николай Васильевич   | заместитель командира 2-го танкового батальона       | гвардии капитан           | 13      | Т-34                 | 3 танка в бою 20 мая 1942 за деревню Терноваяи, 10 танков в боях за Сталинград, также 11 орудий         |
| Карпенко Николай Григорьевич | командир танка 3-го танкового батальона              | гвардии младший лейтенант | 10      | Т-34-76 Т-34-85      | также 3 БТР, много орудий, последний танк подорвал гранатой                                             |
| Милюков Александр Иванович   | командир танковой роты 1-го танкового батальона      | гвардии младший лейтенант | 7       | КВ-1 Т-34-76 Т-34-85 | из них 6 тяжёлых танков «Тигр» и 1 «Пантера», также несколько орудий                                    |
| Пузыркин Яков Афанасьевич    | командир танкового взвода 2-го танкового батальона   | гвардии лейтенант         | 6       | Т-34-85              | из них 2 штурмовых орудия, также 6 орудий                                                               |
| Оськин Александр Петрович    | командир танка 3-го танкового батальона              | младший лейтенант         | более 5 | Т-34-85              | из них 4 (3 уничтожены и 1 подбит) тяжёлых танков «Королевский тигр» — в одном бою 13 августа 1944 года |

## Награды и почётные наименования
| Награда (наименование)                | Дата награждения                                                                | За что получена |
| ------------------------------------- | ------------------------------------------------------------------------------- | --- |
| Почётное звание «Гвардейская»         | присвоено приказом Народного комиссара обороны СССР № 0404 от 26 июля 1943 года | за проявленную отвагу в боях за Отечество с немецкими захватчиками, за стойкость, мужество, дисциплину и организованность, за героизм личного состава (преобразована в составе корпуса)         |
| Почётное наименование «Фастовская»    | присвоено приказом Верховного главнокомандующего от 7 ноября 1943 года          | в ознаменование одержанной победы и отличия в боях за освобождение города Фастов (крупного узла железных дорог и оперативно-важного опорного пункта обороны немцев на юго-западном направлении) |
| Орден Ленина                          | награждена указом Президиума Верховного Совета СССР от 19 февраля 1945 года     | за образцовое выполнение заданий командования в боях с немецкими захватчиками, за овладение городами Ченстохова, Пшедбуж, Радомско и проявленные при этом доблесть и мужество                   |
| Орден Красного Знамени                | награждена указом Президиума Верховного Совета СССР от 1 января 1944 года       | за образцовое выполнение боевых заданий командования на фронте борьбы с немецкими захватчиками и проявленные при этом доблесть и мужество                                                       |
| Орден Суворова II степени             | награждена указом Президиума Верховного Совета СССР от 4 июня 1945 года         | за образцовое выполнение заданий командования в боях с немецкими захватчиками при овладении столицей Германии городом Берлин и проявленные при этом доблесть и мужество                         |
| Орден Богдана Хмельницкого II степени | награждена указом Президиума Верховного Совета СССР от 3 апреля 1944 года       | за образцовое выполнение заданий командования в боях за освобождение городов Проскурова, Каменец-Подольска, Чорткова, Гусятина, Залещики и проявленные при этом доблесть и мужество             |

## Послевоенная история
10 июля 1945 года, в соответствии с директивой Ставки ВГК № 11096 от 29 мая 1945 года, 53-я гвардейская танковая бригада, в составе 6-го гвардейского танкового корпуса вошла в Центральную группу войск.
20 июня 1945 года, на основании приказа НКО СССР № 0013 от 10 июня 1945 года, 53-я гвардейская танковая бригада была переведена на новые штаты и переименована в 53-й гвардейский танковый Фастовский ордена Ленина, Краснознамённый, орденов Суворова и Богдана Хмельницкого полк (в/ч 22387) 6-й гвардейской танковой Киевско-Берлинской ордена Ленина, Краснознамённой, орденов Суворова и Богдана Хмельницкого дивизии (в/ч 36231) 3-й гвардейской танковой армии. Состав подразделений остался без изменений. 4 июля 53-й гвардейский танковый полк был передислоцирован в город Кремс (Австрия). 13 ноября 1945 года полк перешёл на новый штат двух-батальонного состава, 3-й танковый батальон был передан в 13-ю стрелковую дивизию. 29 мая 1946 года полк передислоцированн в военный городок в 4-х километрах севернее города Виттенберг.
Весной 1946 года 3-я гвардейская танковая армия была преобразована в 3-ю гвардейскую механизированную армию, в ноябре того же года была свёрнута в 3-ю отдельную гвардейскую кадровую танковую дивизию. В связи с этим 6-я гвардейская танковая дивизия была свёрнута в 6-й гвардейский кадровый танковый полк, а входящий в неё 53-й гвардейский танковый полк — в 53-й гвардейский кадровый танковый батальон.
Весной 1947 года 3-я отдельная гвардейская кадровая танковая дивизия была передана в состав Группы советских оккупационных войск в Германии. В августе 1949 года 6-й гвардейский кадровый танковый полк был развёрнут в дивизию, а 53-й гвардейский кадровый танковый батальон в полк, с местом дислокации город Виттенберг.
29 апреля 1957 года 3-я гвардейская механизированная армия была переформирована в 18-ю гвардейскую общевойсковую армию. В этом же году 53-й гвардейский полк сменил нумерацию воинской части на 60845.
12 сентября 1979 года 53-й гвардейский танковый полк (в/ч 49439) в составе 6-й гвардейской танковой дивизии (в/ч 05733) был выведен на территорию Белорусского военного округа, с местом дислокации посёлок Гожа.
В 1992 году 6-я гвардейская танковая дивизия вошла в состав Вооружённых Сил Республики Беларусь. 1 августа 1992 года соединение было переформировано в 6-ю отдельную гвардейскую механизированную бригаду с сохранением почётных наименований и боевых орденов.

## Память
В городе Екатеринбург на улице Щорса установлен изготовленный коллективом ювелирного завода памятный знак в честь 53-й гвардейской танковой бригады. На памятной табличке высечена надпись «В апреле 1942 года здесь была сформирована 106 танковая бригада, ставшая впоследствии 53-й гвардейской Фастовой орденов Ленина, Красного Знамени, Суворова и Богдана Хмельницкого 2-й степени танковой бригадой, прошедшая боевой путь от Подмосковья до Берлина и Праги. 36 воинов стали героями Советского Союза».